# El hombre de las sorpresas
El hombre de las sorpresas es una película de Argentina en blanco y negro dirigida por Leopoldo Torres Ríos sobre el guion de Leopoldo Torre Nilsson según la obra Il pozzo dei miracoli, de Bruno Corrá y Giuseppe Acchille que se estrenó el 5 de octubre de 1949 y que tuvo como protagonistas a Elina Colomer, Francisco Martínez Allende y Eduardo Sandrini.

## Sinopsis
Un hombre se finge muerto y su última voluntad hace que su esposa se case con un vagabundo y pierda su herencia.

## Reparto
- Elina Colomer …Margarita Cornel
- Francisco Martínez Allende … Esteban Artinelli
- Eduardo Sandrini …Enrique
- Alejandro Maximino … Dr Jusar
- Mario Baroffio … Aquiles Cornel
- Adolfo Stray ... Inspector
- Esther Bence ... Tía de Margarita
- Inda Ledesma …Sra. Bullosi
- Alberto Rinaldi
- Narciso Ibáñez
- Arturo Arcari
- Irma Denás
- Tita Stefani
- Andrés Vázquez

## Comentario
Calki en El Mundo opinó:

”Reflejo de una obra teatral...En el título se encuentra el elemento mágico que hace grata y vivaz esta comedia: la sorpresa...Aunque pareza una paradoja, haciendo teatro filmado, el director narra con su mejor agilidad."